# Розовая колпица
Ро́зовая ко́лпица (лат. Platalea ajaja) — вид птиц семейства ибисовых. Единственный представитель рода колпиц в Новом свете.

## Описание
Розовая колпица достигает длины примерно 71-86 см , размаха крыльев около 120-133 см и массы около 1,5 кг . Участки спины розовой колпицы белые, крылья и грудь имеют яркую красно-розовую окраску. Длинные ноги-ходули, типичные для ибисовых , окрашены в багровый цвет. Голова от серовато-зелёная , клюв серый , у основания клюва имеется жёлтое пятно. Типичная для колпиц форма клюва имеет форму ложки. Самки и самцы внешне неотличимы.
Почему же птица розовая? Подобно фламинго эти птицы поедают рачков , содержащих каротиноидные пигменты , такие как кантаксантин и астаксантин. Розовый цвет колпицы зависит от её возраста и местообитания , варьируясь от почти белого до ярко-розового.

## Распространение
Розовые колпицы встречаются по всей Южной Америке к востоку от Анд , водится и в Центральной Америке , Мексике , а в США у берегов Мексиканского залива и  во Флориде , большая популяция этих птиц представлена в Национальном заповеднике дикой природы Меррит-Айленд , недалеко от космического центра НАСА имени Кеннеди . В 2021 году колпицы были зафиксированы в Вашингтоне ( округ Колумбия ) , и даже в штате Нью-Йорк и Нью-Гэмпшир. Птицы из Мексики и Центральной Америки не гнездятся.

## Поведение и питание
Птицы обитают у водоёмов, где ищут себе корм. Розовые колпицы питаются ракообразными, амфибиями , водными насекомыми и даже мелкой рыбой. Птица просеивает дно с помощью необычного клюва в виде щипцов. Колпицы конкурируют с другими околоводными птицами, такими как американский белый пеликан, большая белая цапля и многими другими. В 2022 году была найдена дикая окольцованная птица, возрастом в 18 лет, что делает её старейшей известной розовой колпицей в природе.

## Размножение
Розовые колпицы живут в больших колониях и занимаются уходом за птенцами. В гнездо высотой до 30 см самка откладывает от 3 до 5 яиц. Через 21 день высиживания появляются птенцы. Сначала их выкармливают родительские птицы, отрыгивая предварительно переваренную пищу до тех пор, пока они самостоятельно не смогут взять пищу из клюва родителей. Через 8 недель птицы становятся самостоятельными и могут летать.

## Угрозы
Розовая колпица считалась раньше видом, которому угрожало вымирание. Всего 100 лет назад она была на грани вымирания. Перья этого прекрасного животного использовались модельерами для своих творений и оплачивались в три раза дороже стоимости золота. Сегодня угрозу представляет охота на птиц в местах зимовки, в США птица находится под охраной.
Вся популяция оценивается от 100 тыс. до 250 тыс. птиц.

## Галерея

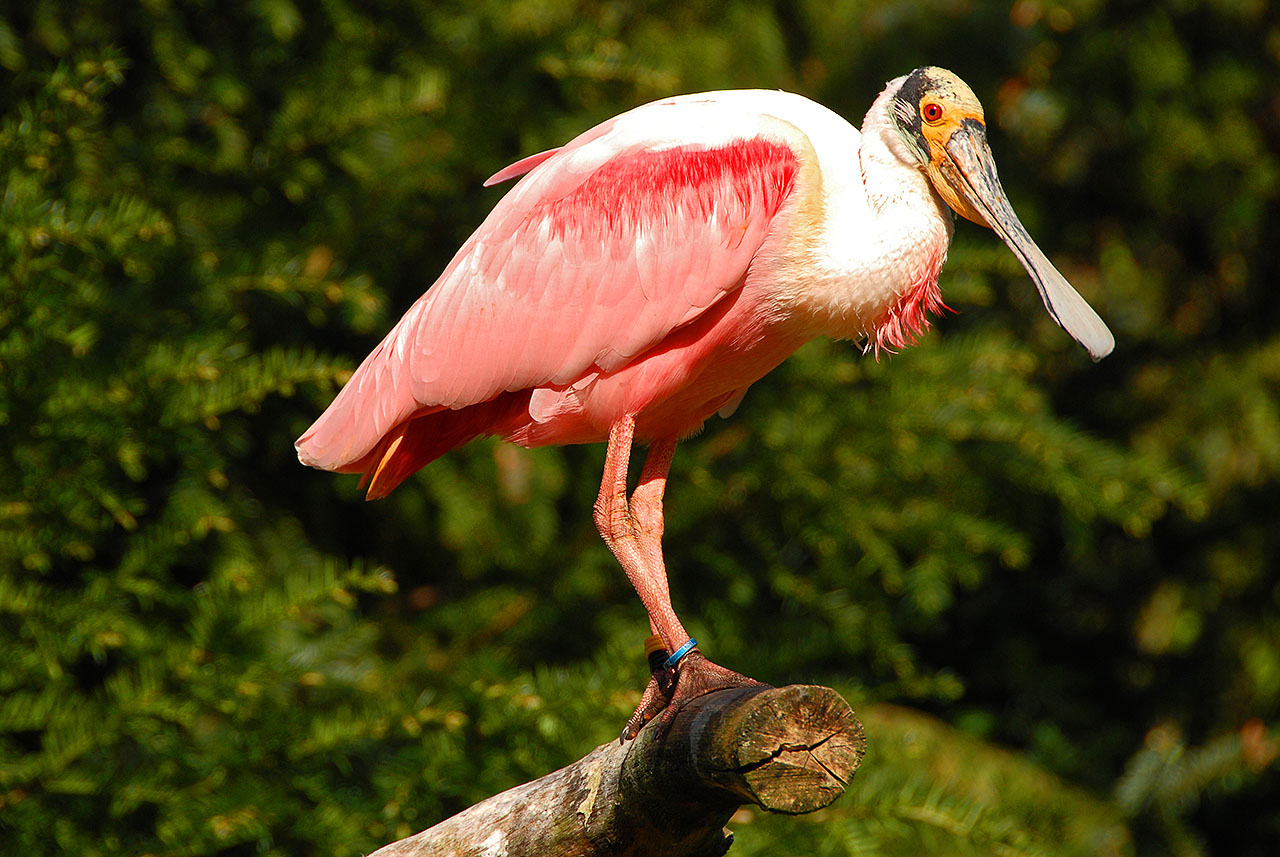
В птичьем парке Вальсроде, Германия
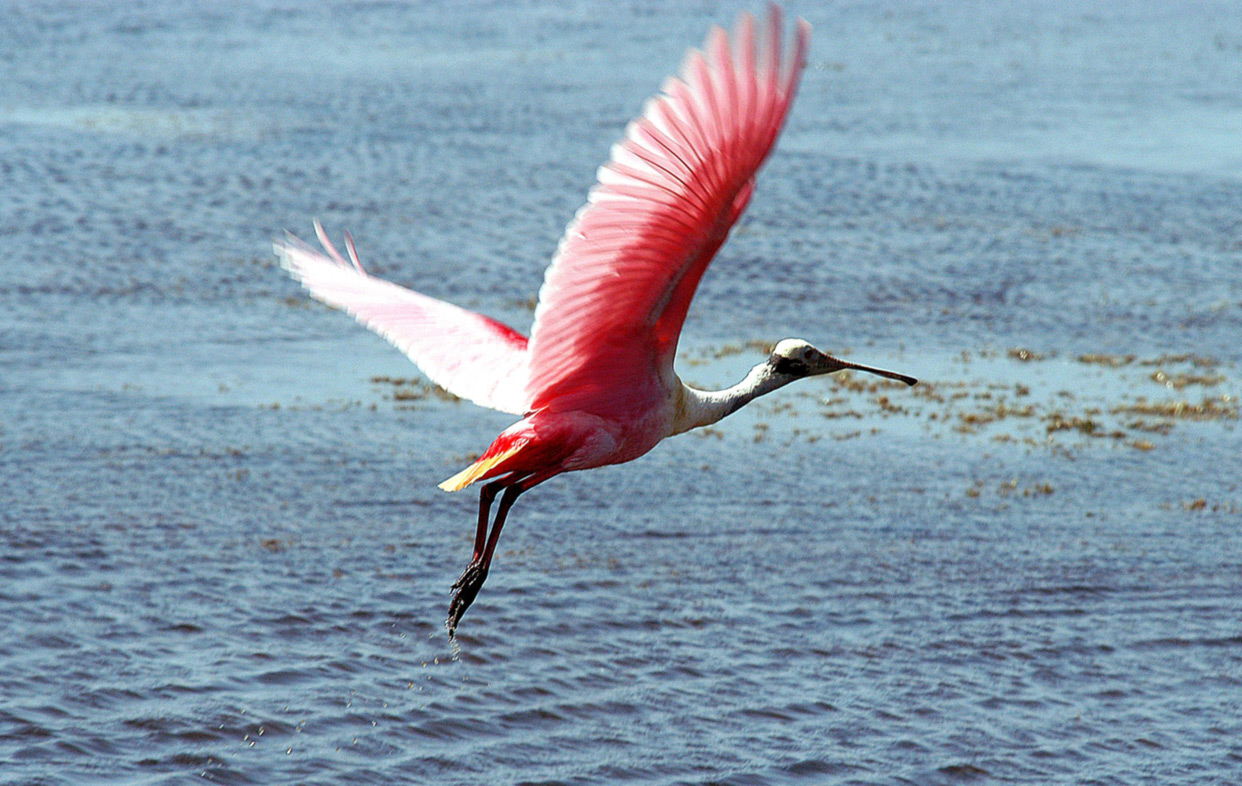
В полёте
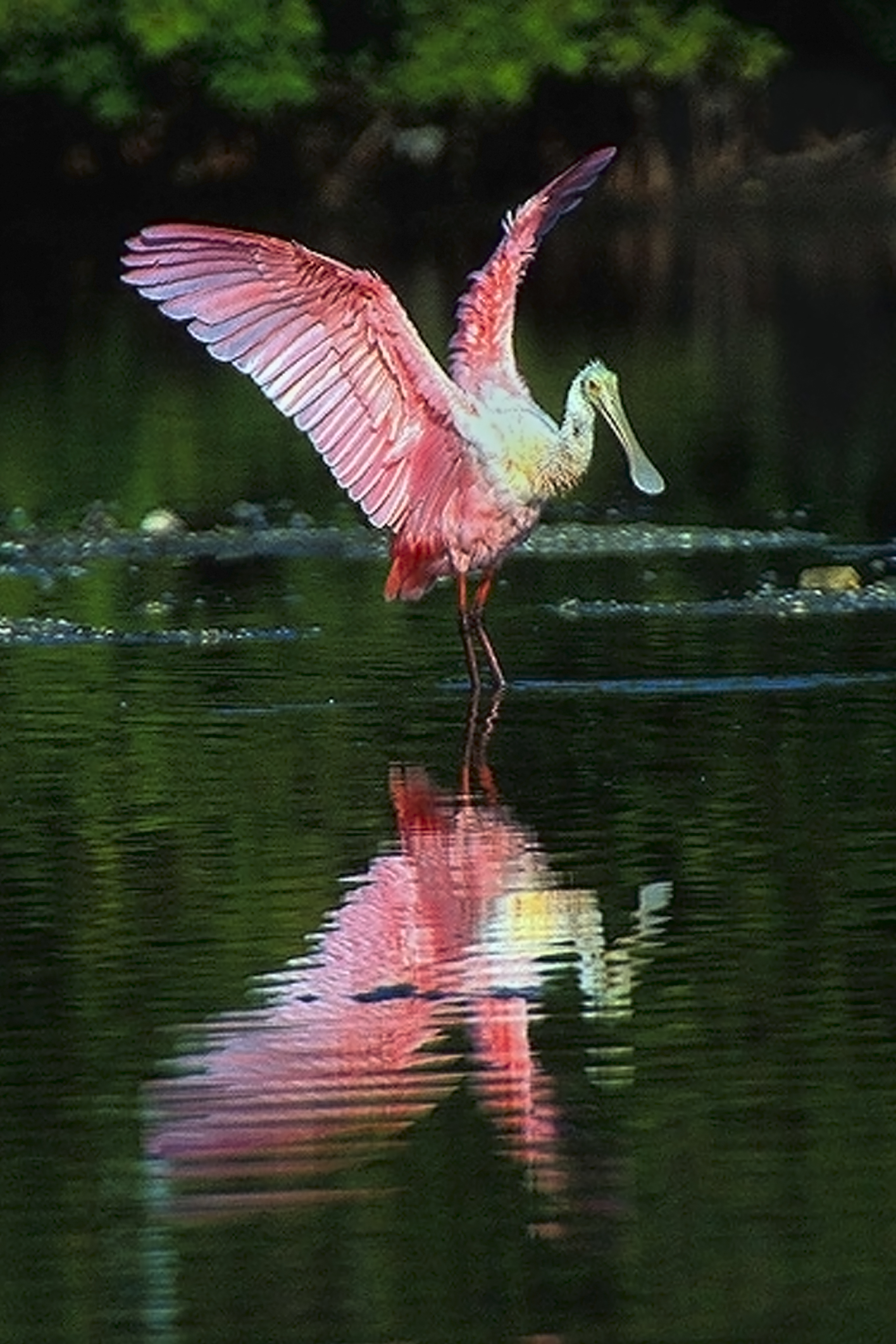
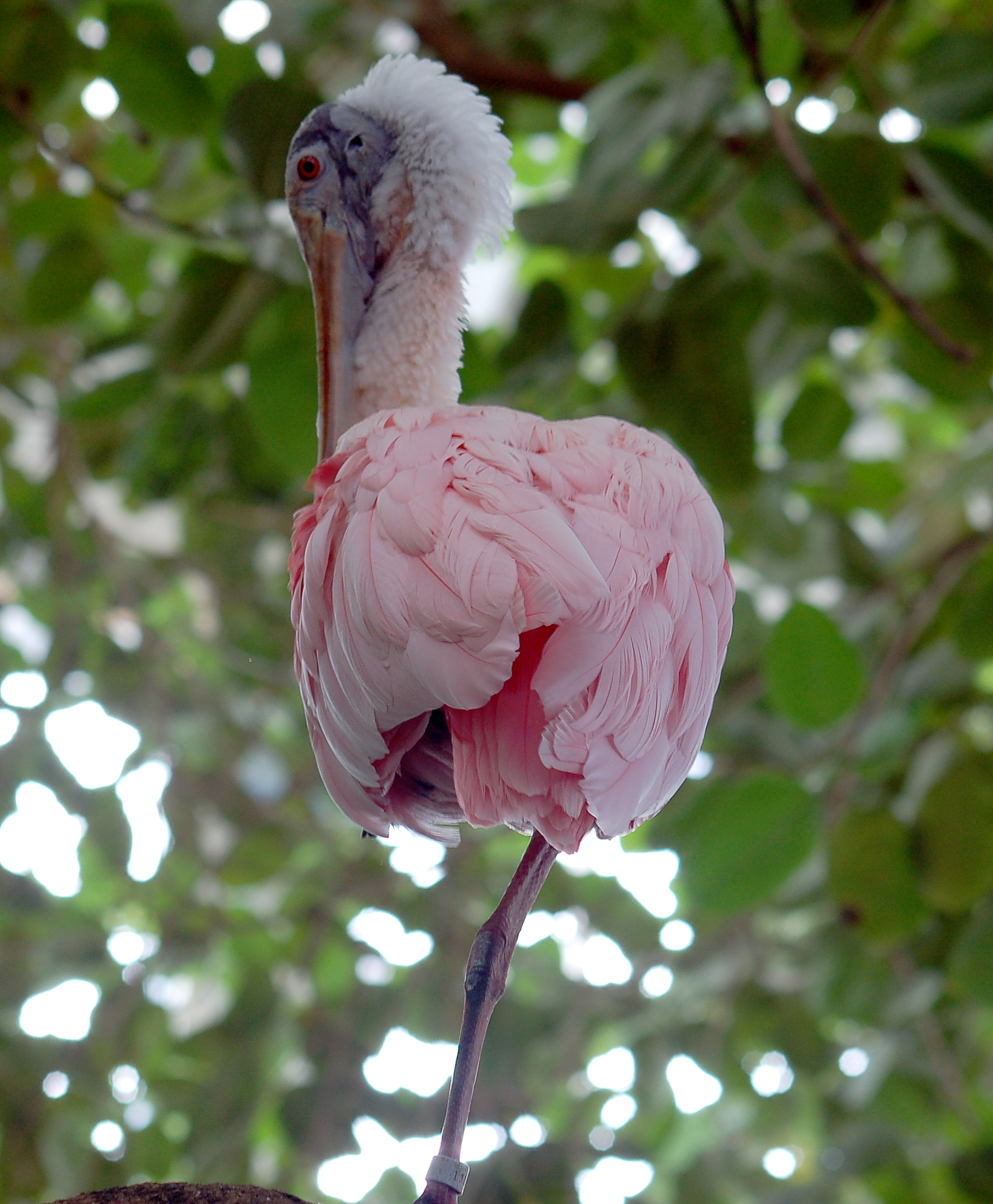
Балансирование на одной ноге
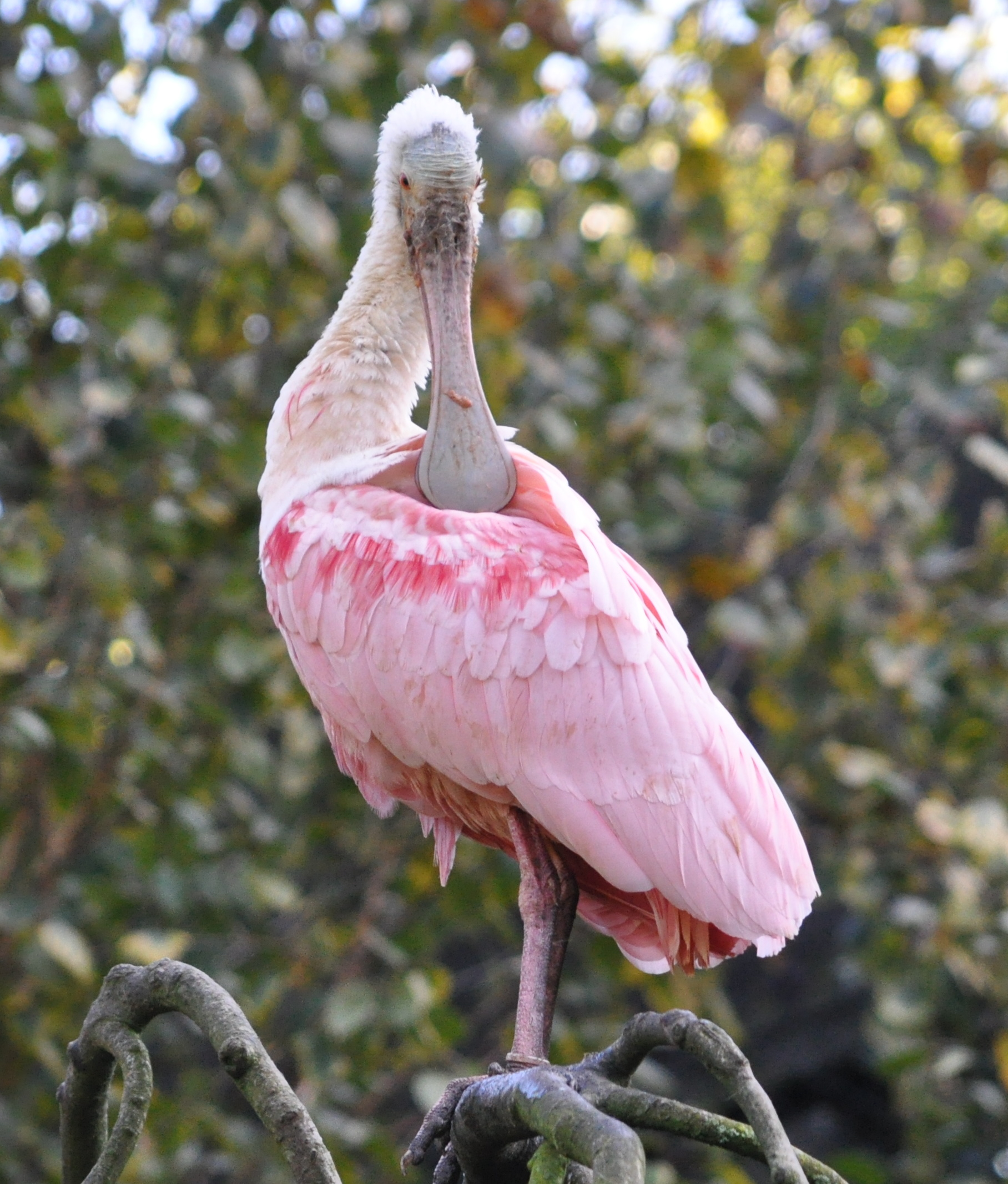
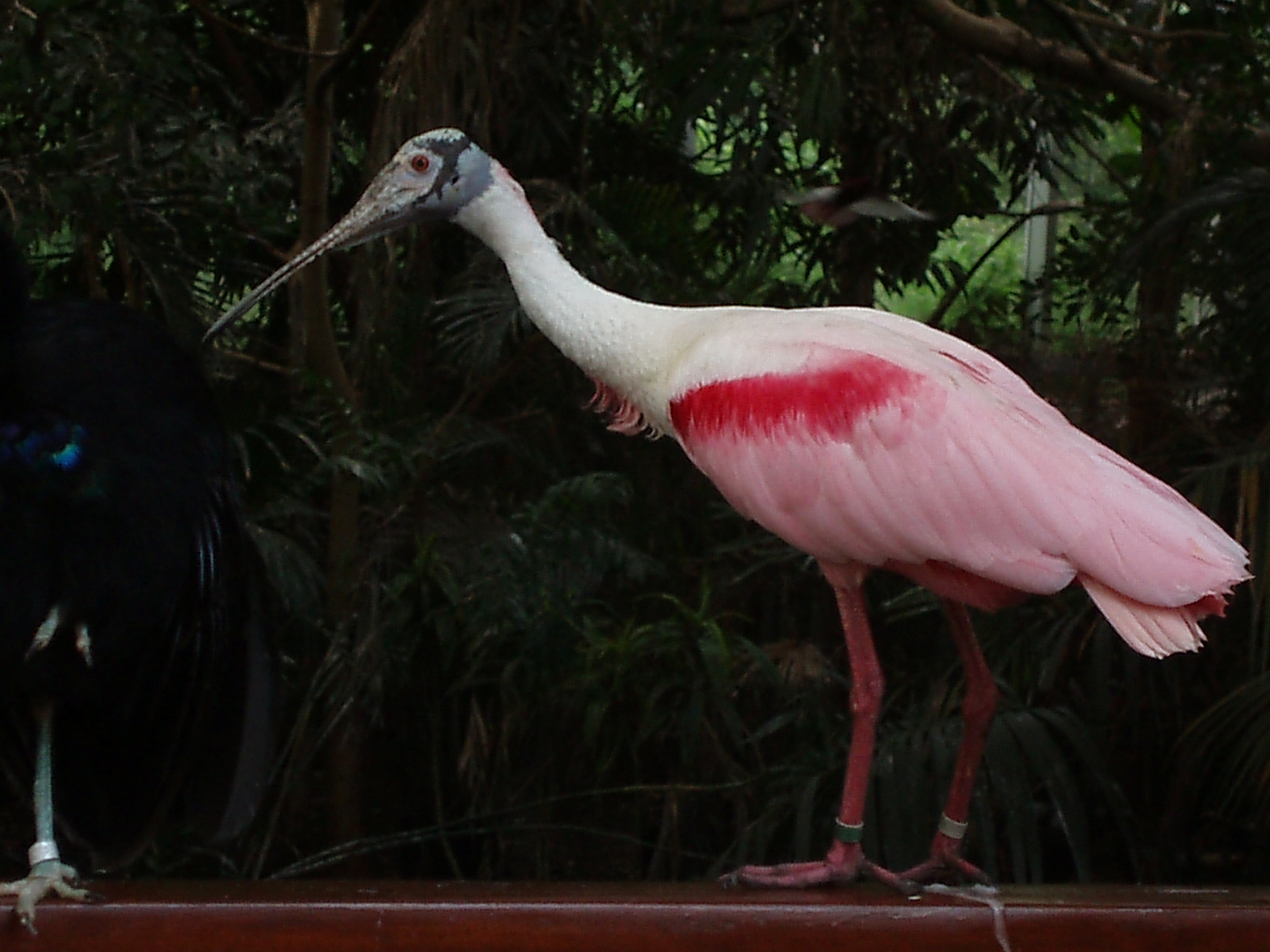